# Chrysochlamys
Chrysochlamys, biljni rod iz porodice kluzijevki. Tridesetak vrsta rašireno je po Srednjoj i Južnoj Americi.
Opisan je u Nova Genera ac Species Plantarum 3: 13. 1842.

## Vrste
1. Chrysochlamys allenii (Maguire) Hammel
2. Chrysochlamys alterninervia Cuatrec.
3. Chrysochlamys angustifolia (Maguire) Hammel
4. Chrysochlamys balboa Hammel
5. Chrysochlamys bracteolata Cuatrec.
6. Chrysochlamys caribaea Urb.
7. Chrysochlamys chrisharonii Vásquez & R.Rojas
8. Chrysochlamys colombiana (Cuatrec.) Cuatrec.
9. Chrysochlamys conferta Cuatrec.
10. Chrysochlamys cuneata (Planch. & Linden) Cuatrec.
11. Chrysochlamys dependens Planch. & Triana
12. Chrysochlamys eclipes L.O.Williams
13. Chrysochlamys floribunda Cuatrec.
14. Chrysochlamys glauca (Oerst. ex Planch. & Triana) Hemsl.
15. Chrysochlamys gloriosa Cuatrec.
16. Chrysochlamys goudotii Planch. & Triana
17. Chrysochlamys guatemaltecana Donn.Sm.
18. Chrysochlamys laxa Planch. & Triana
19. Chrysochlamys macrophylla Pax
20. Chrysochlamys membranacea Planch. & Triana
21. Chrysochlamys membrillensis (D'Arcy) Hammel
22. Chrysochlamys micrantha Engl.
23. Chrysochlamys multiflora Poepp.
24. Chrysochlamys myrcioides Planch. & Triana
25. Chrysochlamys nicaraguensis (Oerst., Planch. & Triana) Hemsl.
26. Chrysochlamys pachypoda Planch. & Triana
27. Chrysochlamys pauciflora Steyerm.
28. Chrysochlamys pavonii Planch. & Triana
29. Chrysochlamys psychotriifolia (Oerst. ex Planch. & Triana) Hemsl.
30. Chrysochlamys silvicola (Hammel) Hammel
31. Chrysochlamys skutchii Hammel
32. Chrysochlamys tenuifolia Cuatrec.
33. Chrysochlamys tenuis Hammel
34. Chrysochlamys ulei Engl.
35. Chrysochlamys weberbaueri Engl.

## Sinonimi
- Balboa Planch. & Triana
- Commirhoea Miers
- Poecilostemon Triana & Planch.